# Woozi
Lee Ji-hoon (tiếng Hàn: 이지훈;  Hanja: 李知勋; Hán-Việt: Lý Chí Huân, sinh ngày 22 tháng 11 năm 1996), thường được biết đến với nghệ danh Woozi (tiếng Hàn: 우지; Kana: ウジ), là một ca sĩ, nhạc sĩ và nhà sản xuất âm nhạc người Hàn Quốc, thành viên của nhóm nhạc nam SEVENTEEN, nhóm nhỏ SEVENTEEN LEADERS và là trưởng nhóm Vocal Team trực thuộc Pledis Entertainment 

## Tiểu sử
Lee Ji-hoon sinh ngày 22 tháng 11 năm 1996 tại Busan, là con một trong gia đình.
Từ khi còn nhỏ, Woozi đã học nhạc cổ điển và học chơi kèn clarinet và các nhạc cụ khác. Năm 2010, Woozi đã thử giọng thành công cho Pledis Entertainment. Khi còn là thực tập sinh, Woozi đã xuất hiện trong các video âm nhạc của các nhóm NU'EST, Hello Venus và Orange Caramel. Anh tốt nghiệp trường Nghệ thuật  Hanlim và hiện tại đang theo học tại Đại học Hanyang chuyên ngành Quản trị kinh doanh 

## Sự nghiệp

### 2013-2015: Trước khi ra mắt
Trước khi trở thành thành viên của SEVENTEEN, Woozi và NU'EST và các thực tập sinh nam khác của công ty gọi chung là Pledis Boys, và thực hiện nhiều hoạt động dưới tên này.
Năm 2011, cùng thực tập sinh khác xuất hiện trong album "Happy Pledis 2012"bao gồm các video âm nhạc và các buổi biểu diễn trực tiếp của LOVE LETTER . Biểu diễn tại sân khấu của After School trong các trương trình âm nhạc của SBS vào cuối năm 2011, cùng với NU'EST và các thực tập sinh khác.
Năm 2012, cùng với Hoshi, S.Coups, Wonwoo và Mingyu góp mặt trong mv debut "FACE". của NU'EST
Năm 2013, công ty Pledis bắt đầu phát sóng một chương trình trực tiếp có tên 17TV trên web online trực tuyến UStream. Trong suốt thời gian lên sóng, các fans đã được mời đến phòng tập của Seventeen để tận mắt theo dõi quá trình thực tập của họ. Các thực tập sinh lần được ra mắt công chúng qua các "seasons" khác nhau của chương trình, một số thực tập sinh khác lại kết thúc quá trình đào tạo của họ sau các concert "Like SEVENTEEN" . Khi còn là thực tập sinh, anh ấy đã tham gia nhiều buổi biểu diễn để tích lũy kinh nghiệm sân khấu và sau khoảng thời gian luyện tập (5 năm), anh ấy đã ra mắt cùng với SEVENTEEN.

### 2015-nayː Thành viên của Seventeen và ra mắt solo
Vào ngày 26 tháng 5 năm 2015, Woozi cùng với các thành viên S.Coups, Jeonghan, Joshua, Jun, Hoshi, Wonwoo, The8, DK, Mingyu, Seungkwan, Vernon và Dino đã ra mắt với nhóm nhạc nam SEVENTEEN và thông qua một showcase trực tiếp kéo dài 1 tiếng của kênh truyền hình lớn MBC, do Lizzy và Raina của After School làm MC, trong tập thứ 7 của chương trình "SEVENTEEN Project": Debut Big Plan" trên kênh truyền hình MBC, đã ra mắt mini album đầu tiên "17 CARAT"
Woozi đã ra mắt với tư cách là nhóm trưởng Vocal Team (nhóm thanh nhạc) của SEVENTEEN, nhà sản xuất, sáng tác 90% bài hát của SEVENTEEN
Ngay sau đó, Woozi cũng bắt đầu viết cho các nghệ sĩ khác. Năm 2016, anh và Ailee đã viết lời cho sự hợp tác của cô với Eric Nam , "Feelin '". Vào năm 2017, Woozi đã viết đĩa đơn cuối cùng cho nhóm nhạc dự án I.O.I ," Downpour ", với lời bài hát nhận được nhiều lời khen ngợi. Cuối năm đó, anh ấy đã tặng bài hát "지금 까지 행복 했어요" cho  Baekho của nhóm nhạc nam NU'EST W , bài hát được giới thiệu trong EP W đầu tiên của nhóm, Here. Woozi trở thành thành viên chính thức của Hiệp hội Bản quyền Âm nhạc Hàn Quốc vào năm 2019. Vào ngày 15 tháng 10 năm 2019, Woozi đã phát hành bài hát "Miracle" cho nhạc phim của bộ phim truyền hình The Tale of Nokdu. 
Năm 2021, anh hợp tác với thành viên Seventeen Hoshi trong bài hát mới "Spider", đứng ở vị trí thứ năm trên bảng xếp hạng Billboard World Digital Song Sales. Cùng năm đó, Woozi giành giải Nhà sản xuất xuất sắc nhất tại Lễ trao giải Nghệ sĩ Châu Á lần thứ 6, trở thành người nhận giải thưởng trẻ nhất trong lịch sử đạt giải thưởng này. Vào ngày 3 tháng 1 năm 2022, Woozi phát hành mixtape đầu tiên của mình, Ruby. Đĩa đơn đầu tiên, ca khúc đầu tiên anh viết hoàn toàn bằng tiếng Anh, đã đạt vị trí số một trên bảng xếp hạng iTunes ở ít nhất 18 khu vực khác nhau, bao gồm Chile, Mexico, Indonesia và Philippines. 

## Đĩa nhạc
Woozi cũng là thành viên của Hiệp hội Bản quyền Âm nhạc Hàn Quốc với hơn 136 bài hát được đăng kí bản quyền tính đến tháng 8/2022
Tên đăng ký theo Hiệp hội Bản quyền Âm nhạc Hàn Quốc là "우지" hoặc "Woozi", số đăng ký là 10009926
In đậm ca khúc chủ đề của album

### Solo
| Tên                                 | Năm  | Vị trí trên BXH | Sales         | Album                 |
| Tên                                 | Năm  | KOR             | Sales         | Album                 |
| ----------------------------------- | ---- | --------------- | ------------- | --------------------- |
| "Ruby"                              | 2022 | —               | —             | Non-album single      |
| "YOSM" (요즈음) (Kanto feat. Woozi) | 2016 | 99              | - KOR: 25,591 | 14216                 |
| "Miracle"                           | 2019 | —               | —             | The Tale of Nokdu OST |

### Bài hát của nhóm
| Nghệ sĩ   | Album                         | Tên bài hát | Năm  |
| --------- | ----------------------------- | --- | ---- |
| Seventeen | Sector 17                     | - "Circle" - "World" - "Fallin Flower (Korean Ver)" - "Cheers!" | 2022 |
| Seventeen | Face the Sun                  | - "Darl+ing" - "HOT" - "Don Qioute" - "March" - "Domino" - "Shadow" - "Bout You" - "If you leave me" - "Ash"                                                       | 2022 |
| Seventeen | Power of Love                 | - "Power of Love" | 2021 |
| Seventeen | Attacca                       | - "To You" - "Rock with you" - "Crush" - "PANG!" - "Imperfect Love" - "I Can't runaway" - "2 minus 1"                                                              | 2021 |
| Seventeen | Your Choice                   | - "Heaven's Cloud" - "Ready to love" - "Anyone" - "Game boi" - "Wave" - "Same dream same mind same nigtht"                                                         | 2021 |
| Seventeen | Not Alone                     | - "Not Alone" | 2021 |
| Seventeen | Semicolon                     | - "Home;run" - "Doremi" - "Light a flame" - "Ah Love!" - "All My Love"                                                                                             | 2020 |
| Seventeen | "24h"                         | - "24h" | 2020 |
| Seventeen | Heng:garæ                     | - "Fearless" - "Left & Right" - "I Wish" - "My My" - "Kidult" - "Together"                                                                                         | 2020 |
| Seventeen | "Fallen flower"               | - "Fallen flower" | 2020 |
| Seventeen | An Ode                        | - "Hit" - "Lie Again" - "Fear" - "Let me hear you say" - "247" - "Second Life" - "Network Love" - "Lucky" - "Snap Shoot" - "Happy Ending"                          | 2019 |
| Seventeen | You Made My Dawn              | - "Good To Me" - "Home" - "Hug" - "Getting Closer" | 2019 |
| Seventeen | You Make My Day               | - "Oh My!" - "Holiday" - "Come to me" - "Moonwalker" - "Our dawn is hotter than day"                                                                               | 2018 |
| Seventeen | We Make You                   | - "Call Call Call!" | 2018 |
| Seventeen | Director's Cut                | - "Thinkin' About You" - "Thanks" - "Run to you" - "Falling For U"                                                                                                 | 2018 |
| Seventeen | Teen, Age                     | - "Intro. New World" - "Change Up" - "Without You" - "Clap" - "Bring it" - "Lilili Yabbay" - "Pinwheel" - "Flower" - "Rocket" - "Campfire" - "Outro. Incompletion" | 2017 |
| Seventeen | Al1                           | - "Don't Wanna Cry" - "Habit" - "Swimming Fool" - "Crazy in Love" - "Who"                                                                                          | 2017 |
| Seventeen | Going Seventeen               | - "Beautiful" - "Boom Boom" - "Fast Pace" - "Don't Listen in Secret" - "I Don't Know" - "Smile Flower"                                                             | 2016 |
| Seventeen | Love & Letter Repackage Album | - "NO.F.U.N" - "Very Nice" - "Healing" - "Simple" | 2016 |
| Seventeen | Love & Letter                 | - "Chuck" - "Pretty U" - "Still Lonely" - "Popular Song" - "Say Yes" - "Drift Away" - "Adore U" - "Monday To Saturday" - "Shining Diamonds" - "Love&Letter"        | 2016 |
| Seventeen | Boys Be                       | - "Fronting" - "Mansae" - "When I Grow Up" - "OMG" - "Rock" | 2015 |
| Seventeen | 17 Carat                      | - "Shining Diamonds" - "Adore U" - "Jam Jam" - "20" | 2015 |

### Bài hát khác
| Nghệ sĩ  | Album          | Tên bài hát              | Năm  |
| -------- | -------------- | ------------------------ | ---- |
| The8     | Hai Cheng      | - "Hai Cheng"            | 2022 |
| Woozi    | Ruby           | - "Ruby"                 | 2022 |
| Hoshi    | Spider         | - "Spider"               | 2021 |
| fromis_9 | Fun Factory    | - ""Love RumPumPum"      | 2019 |
| Chanyeol | Give Me That   | - "Give Me That"         | 2018 |
| Baekho   | W.Here         | - "Thanksful for you"    | 2017 |
| I.O.I    | "Downpour"     | - "Downpour"             | 2017 |
| Ailee    | "A New Empire" | - "Feelin" - Live or Die | 2016 |